# Logsjön, Södermanland
Logsjön är en sjö i Södertälje kommun i Södermanland och ingår i Tyresån-Trosaåns kustområde. Sjön har en area på 0,115 kvadratkilometer och ligger 33,1 meter över havet.

## Delavrinningsområde
Logsjön ingår i det delavrinningsområde (655219-160045) som SMHI kallar för Mynnar i havet. Medelhöjden är 37 meter över havet och ytan är 24,58 kvadratkilometer. Räknas de 5 avrinningsområdena uppströms in blir den ackumulerade arean 92,22 kvadratkilometer. Avrinningsområdets utflöde Moraån mynnar i havet. Avrinningsområdet består mestadels av skog (58 procent), öppen mark (11 procent) och jordbruk (22 procent). Avrinningsområdet har 0,73 kvadratkilometer vattenytor vilket ger det en sjöprocent på 1,2 procent. Bebyggelsen i området täcker en yta av 3,48 kvadratkilometer eller 6 procent av avrinningsområdet.